# Sídliště Slezské Předměstí – Sever
Sídliště Slezské Předměstí – Sever je urbanistický celek v Hradci Králové – Slezském Předměstí, součást sídliště Slezské Předměstí. Za jeho jihovýchodní hranicí, kterou tvoří Pospíšilova třída a třída SNP, se nachází sídliště Slezské Předměstí – Jih.

## Popis
Podstatnou částí Slezského Předměstí je lokalita Sever. Její páteří je ulice Severní, protínající tuto část od ulice Pouchovská po Myslivečkovu, která dále pokračuje až na křižovatku s třídou SNP. Převážnou část zástavby tvoří panelové domy, postavené na někdejších pozemcích Hackerových pěstitelských školek. Část této sídlištní čtvrti je zastavěna rodinnými domky a vilkami převážně z 1. poloviny 20. století. Sídlí zde Dopravní podnik města Hradce Králové, několik menších firem a Český statistický úřad. V centru této části sídliště bývalo dětské brouzdaliště, později nahrazené mlhovištěm. V duchu hradecké tradice jsou ulice a domy zasazeny do bohaté zeleně. Na rozdíl od jiných sídlišť si Sever zachoval určitou míru urbanistické kvality dík spojení staré vilkové zástavby s novějším „socialistickým funkcionalismem“.[zdroj?] Plusem této lokality je dobře dostupná síť občanské infrastruktury od potravinářské prodejny, přes některé služby po restaurace.[zdroj?]

## Kontext vzniku
Počátek bytové výstavby se datuje do druhé poloviny 40. let 20. století, kdy architekti Josef Havlíček a František Bartoš navrhli plán města, kde se severně od druhého městského okruhu měla rozvinout bytová výstavba. Na tento plán navázal Stavoprojekt Hradec Králové v 50. letech. Za samotné autory lze považovat Břetislava Petránek a hlavně Jana Zídku. Podle návrhu měla vzniknout moderní čtvrť pro cca 1700 obyvatel zařazená mezi předměstské vily s výhledem na Orlici a novohradské lesy složená z výškových budov, kde nejvyšší budova měla mít 13 pater. Záměrem autora bylo oživit omezenou možnost panelové technologie různými rozestupy mezi domy a různou skladbu vystavených domů.

## Vznik & experimenty

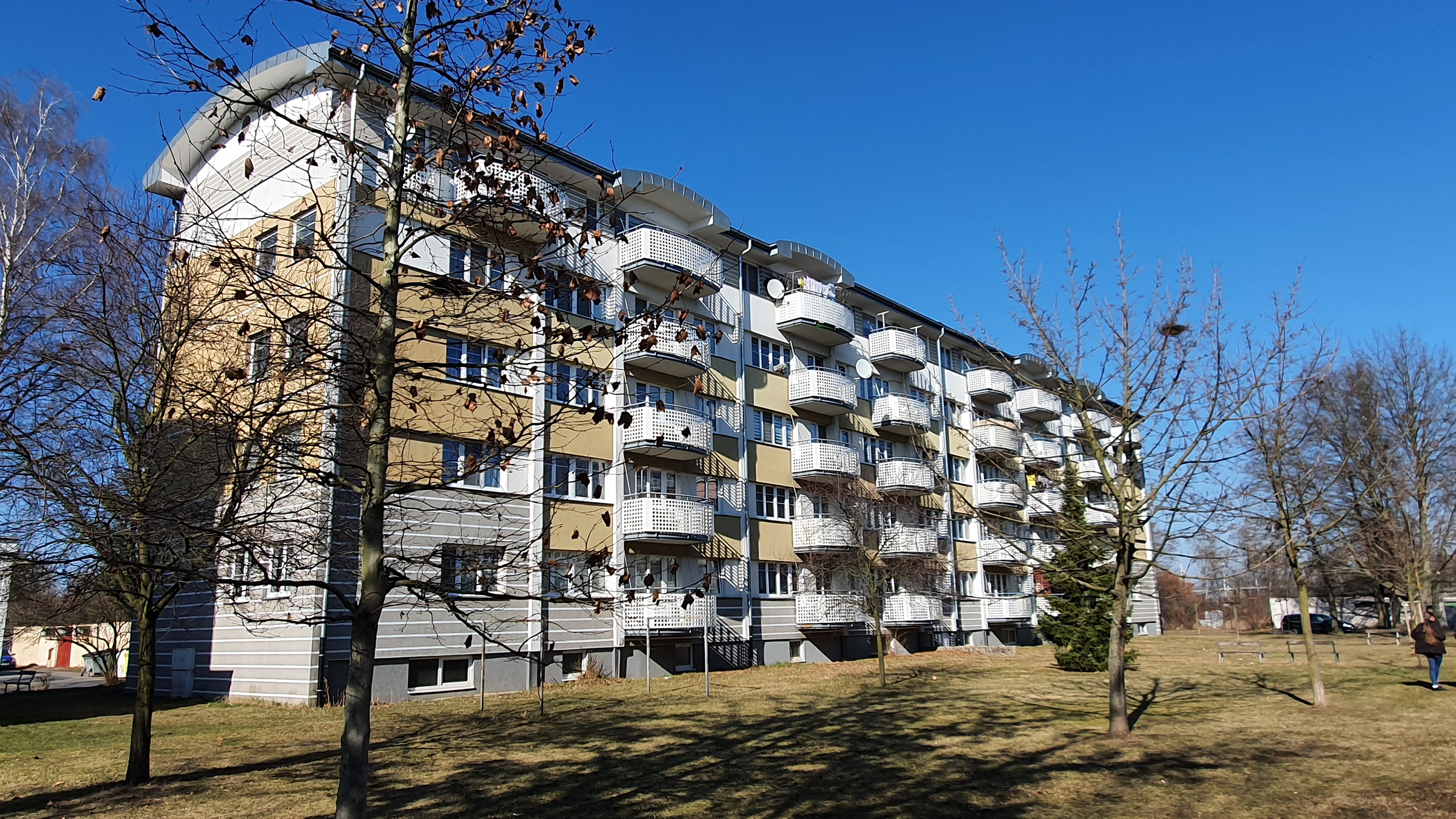
Nastavený a opravený dům v Gagarinově ulici

První experimentální panelový dům v Hradci Králové i celém tehdejším Hradeckém kraji vznikl na rohu Gagarinovy a Slezské ulice v roce 1959. Má podobu čtyřpatrového domu o třech sekcích (vchodech), který disponuje podzemními garážemi. Tento dům byl postaven z panelové konstrukce typu HK60. Obdobný dům byl postaven ještě jeden v Gagarinově ulici. 
Následně byla zahájena výstavba nového a prvního ryze panelového sídliště Markovická (bytové jádro B2). Pojetí bylo úspěšné v mezikrajské soutěži o experimentální dům z hlediska výrobní technologie vyhlášené Výzkumným ústavem stavební výroby v Praze. Velkou předností technologie, která zajistila úspěch v soutěži, byla její přizpůsobitelnost, díky níž bylo možné realizovat panelové domy v různých podobách (deskové, řadové, věžové, bodové, rodinné) včetně objektů občanské vybavenosti. Byl zde použit nosný systém se stropními prvky o rozponu světlé délky 6 metrů a celkově 6,25 metru (včetně nosné stěny). Autory tohoto pojetí byli architekt a urbanista František Steiner a statik a konstruktér Jaroslav Škaloud. Nový a úspěšný širokorozponový nosný systém z dutinových panelů se v kraji používal v 60. letech 20. století pod označením HK 60 (zpracované Stavoprojektem Hradec Králové ve spolupráci s Pozemními stavbami Hradec Králové). Průčelí získalo podobu okenních pásů střídajících se s plnými parapetními panely a pravidelně rozmístěnými balkony. Fasády byly také děleny vertikálními pilastry. Ve variantě konstrukční soustavy HK 60 bylo v celém Východočeském kraji vybudováno přes šest tisíc bytů.
Na tomto sídlišti se tak nacházejí jedny z prvních objektů z konstrukčního panelového systému bytových domů HK-60.
Chodníky byly v Gagarinově ulici vybudovány až v roce 1964, takřka čtyři roky po dokončení domů.

## Domy
Dle projektu Paneláci jsou pro domy na sídlišti Sever typické „okenní pásy střídané s plnými parapetními panely a pravidelně rozmístěnými balkony, charakteristické je také dělení fasády vertikálními pilastry“.
Sídliště obsahuje čtyřpodlažní až jedenáctipodlažní budovy. Domy na sídlišti Sever v užším slova smyslu (mimo sídliště Markovická) mají bytové jádro B3.
Na sídlišti se nachází nejdelší panelový dům v Hradci Králové (lidově „kravín“), který má na délku 300 metrů a obsahuje 20 vchodů.

## Doprava
Sídlištěm Sever prochází ulicemi Pouchovská, Severní a Myslivečkova trať trolejbusové linky č. 3, vedoucí z točny Slezské Př. – Cihelna přes centrum města dále do Kuklen a Plačic, se zastávkami Dopravní podnik, Dům L, Sever střed, Sídliště Sever a Alessandria. Za poslední zmíněnou zastávkou se linka napojuje na trať vedoucí po Pospíšilově a třídě SNP, kudy jezdí také trolejbusové linky č. 6 a 27 a autobusy linek č. 12, 14, 15, 23 a 25. Na zastávce Sídliště Sever se nachází trolejbusová smyčka, která však jako konečná byla využívána pouze v minulosti. 

## Galerie

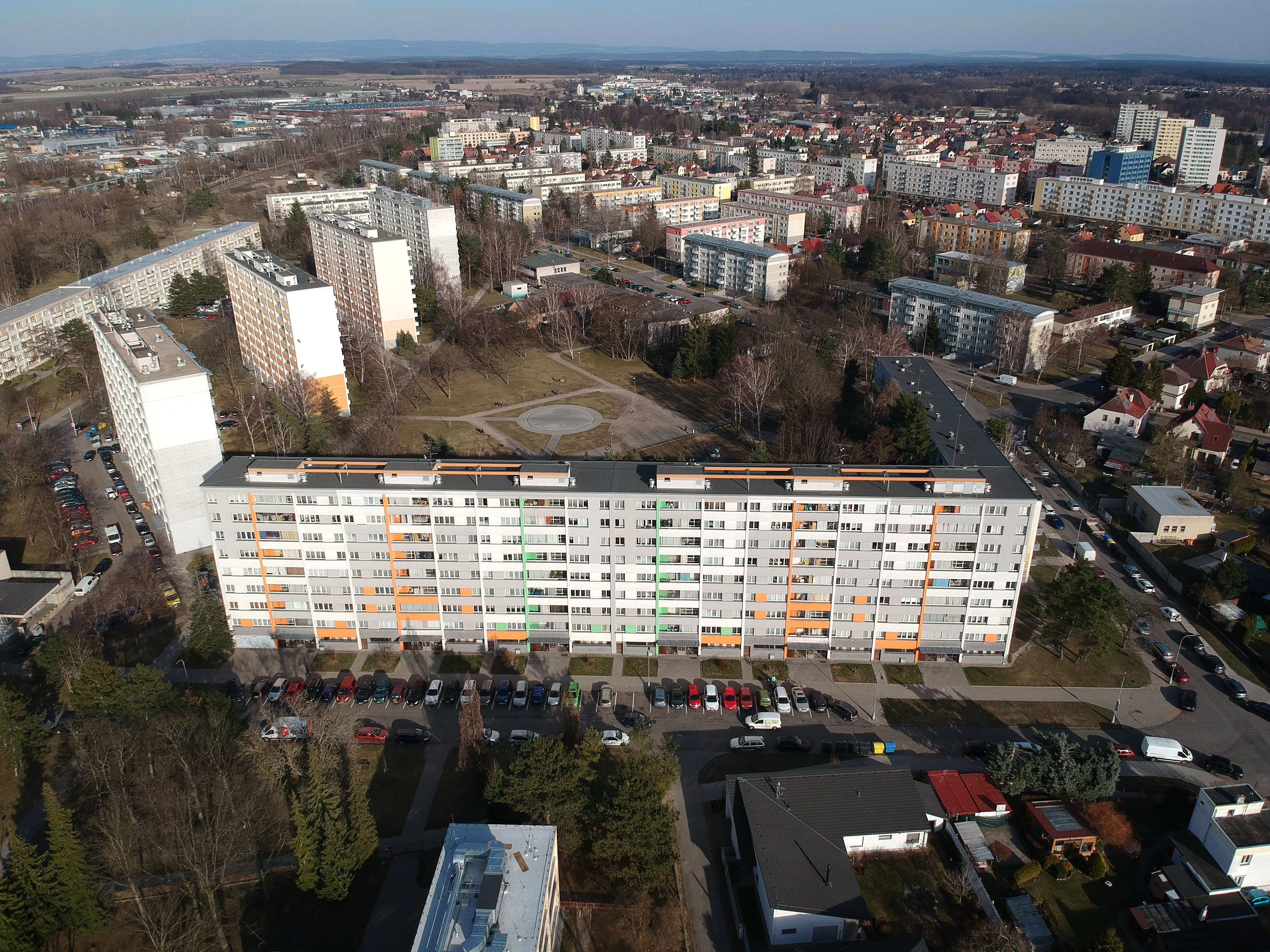
Slezské Předměstí – Sever letecký pohled západním směrem
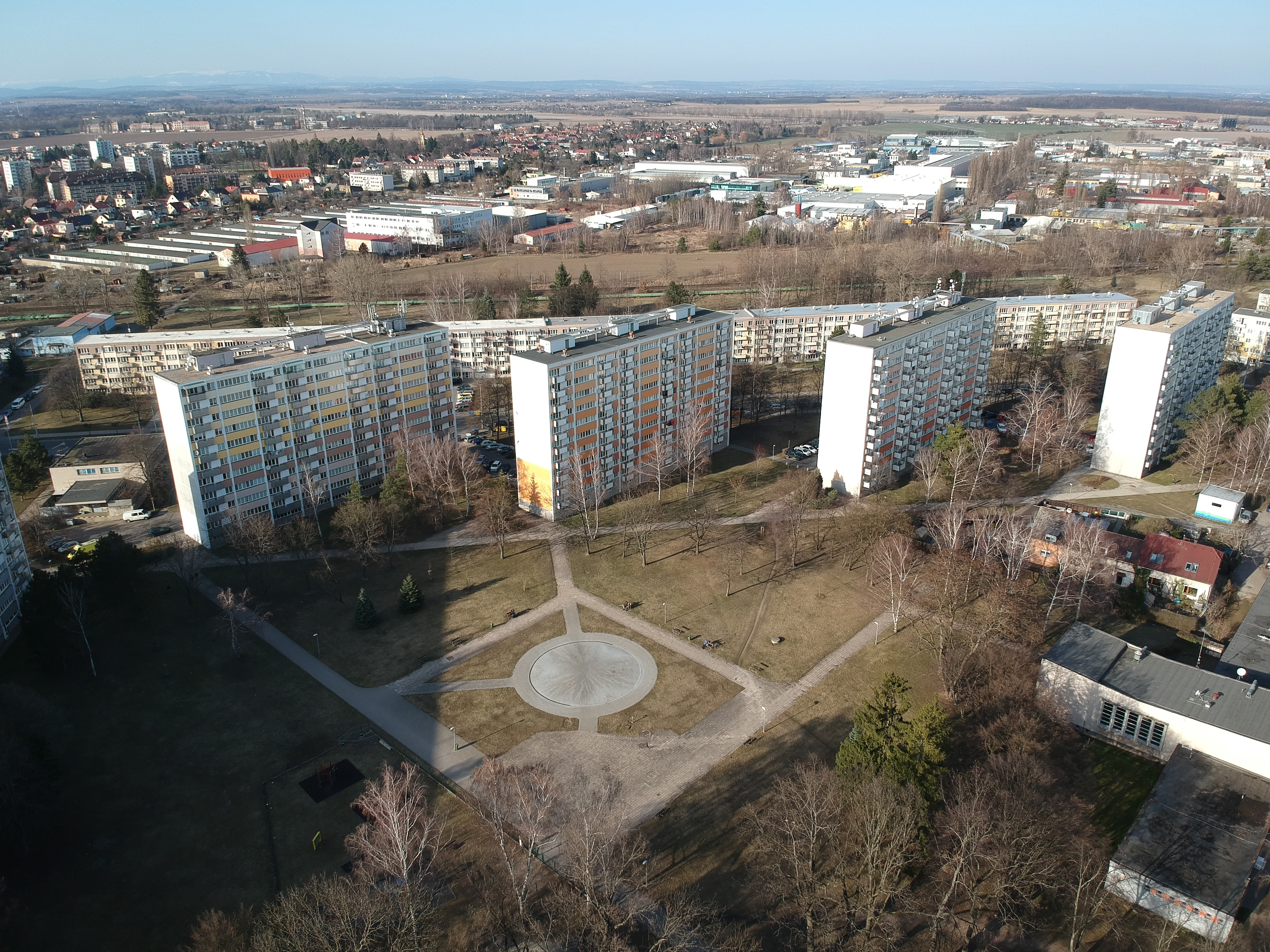
Slezské Předměstí Sever – letecký pohled severním směrem
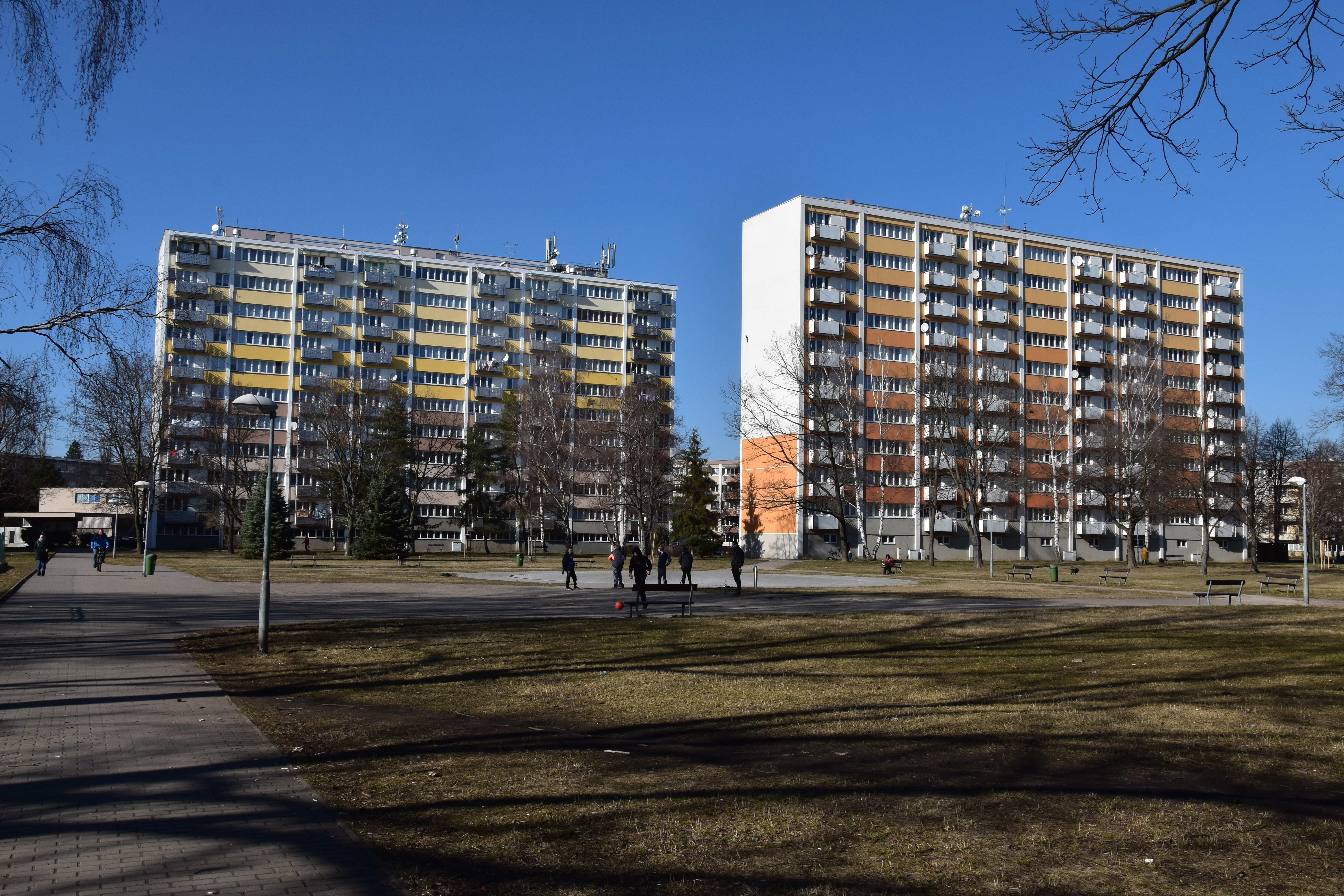
Centrální část s mlhovištěm
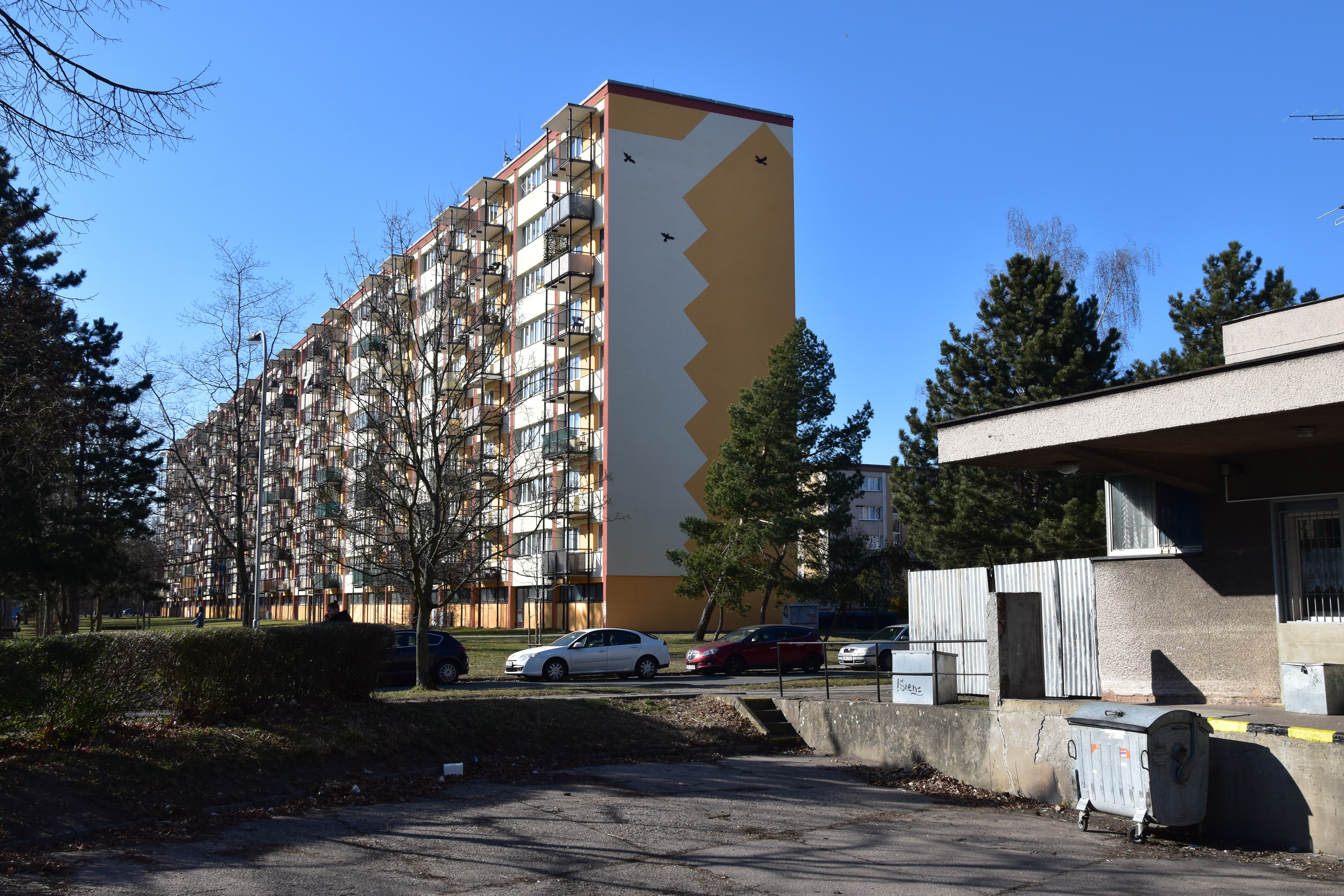
Jednota a dům „L“ v Severní ulici